# Савельєвка (Курманаєвський район)
Саве́льєвка (рос. Савельевка) — село у складі Курманаєвського району Оренбурзької області, Росія.

## Палеонтологія
У відкладах раннього тріасового періоду (нижній оленецький ярус) Савельєвки знайдено викопні зразки темноспондила бентозуха (Benthosuchus).

## Населення
Населення — 39 осіб (2010; 95 у 2002).
Національний склад (станом на 2002 рік):
- росіяни — 90 %